# Голуб Федір Якович
Федір Якович Голуб (лютий 1903 , Білозерка, Херсонська губернія  — 3 вересня 1937 , Київ ) — український радянський державний, комсомольський та партійний діяч, голова Одеського облвиконкому. Кандидат у члени ЦК КП(б)У (червень 1930 — січень 1932). Член ЦК КП(б)У (січень 1932 — березень 1937).

## Біографія
Народився в лютому 1903 року в родині селянина-бідняка в селі Білозерка, тепер смт Білозерка, Білозерський район Херсонська область, Україна. У 1919 році закінчив три класи Херсонського вищого початкового училища. У січні — серпні 1919 року — член артілі Білозерської трудової школи. У серпні 1919 — лютому 1920 року — на сільськогосподарських роботах в господарстві діда і у наймах в заможних селян. У 1920 році вступив до комсомолу.
У лютому — вересні 1920 року — секретар Білозерського волосного осередку Комуністичної спілки молоді України.
Член РКП(б) з серпня 1920 року.
У вересні 1920 — квітні 1921 року — секретар Білозерського волосного комітету КП(б)У Херсонського повіту. У травні 1921 — листопаді 1922 року — завідувач агітаційно-пропагандистського відділу і секретар Станіславського волосного комітету КП(б)У Херсонського повіту.
У листопаді 1922 — серпні 1923 року — секретар Херсонського районного комітету КП(б)У. У вересні 1923 — травні 1924 року — секретар Качкарівського районного комітету КП(б)У Херсонського округу. У травні — жовтні 1924 року — інструктор Херсонського окружного комітету КП(б)У.
У жовтні 1924 — червні 1925 року — відповідальний секретар Херсонського окружного комітету комсомолу (ЛКСМУ). У липні 1925 — грудні 1926 року — відповідальний секретар Олешкинського районного комітету КП(б)У Херсонської округи. У січні — серпні 1927 року — відповідальний секретар Полтавського окружного комітету комсомолу (ЛКСМУ).
У серпні 1927 — листопаді 1929 року — завідувач відділу агітації і пропаганди та секретар ЦК ЛКСМУ в місті Харкові.
У листопаді 1929 — грудні 1930 року — інструктор, завідувач сектору (з серпня 1930 року), заступник завідувача (з вересня 1930 року) організаційно-інструкторського відділу ЦК КП(б)У. У грудні 1930 — січні 1932 року — завідувач відділу агітації та масових кампаній ЦК КП(б)У.
У січні — жовтні 1932 року — 2-й секретар Харківського обласного комітету КП(б)У. У листопаді 1932 — вересні 1933 року — 2-й секретар Одеського обласного комітету КП(б)У.
У вересні 1933 — грудні 1935 року — голова виконавчого комітету Одеської обласної ради. У жовтні 1935 — лютому 1937 року — 2-й секретар Одеського обласного комітету КП(б)У.
Делегат XI (1930) та XII (1934) з'їздів КП(б)У.
17 лютого 1937 року заарештований. 3 вересня 1937 року розстріляний у Києві.